# Onthophagus stanleyi
Onthophagus stanleyi är en skalbaggsart som beskrevs av Moretto och François Génier 2010. Onthophagus stanleyi ingår i släktet Onthophagus och familjen bladhorningar. Inga underarter finns listade i Catalogue of Life.